# Бейт-ха-Шита
Бейт-ха-Шита (בֵּית הַשִׁטָּה) — кибуц в долине Харод (עמק חרוד), примерно в 10 километрах к северо-западу от Бейт-Шеана, на территории регионального совета Гильбоа. Это первый кибуц, созданный молодёжным движением «Ха-маханот ха-олим» (Лагеря репатриантов); он назван в честь упомянутого в Танахе поселения Бейт-ха-Шита, название которого на русский язык транскрибировалось, как Бефшитта «и бежало ополчение до Бефшитты » (Суд. 7:22). В XIX веке на месте упомянутого поселения располагалась арабская деревня Шатта. По имени последней была названа близлежащая железнодорожная станция Изреельской железной дороги, а также тюрьма Шатта.

## История

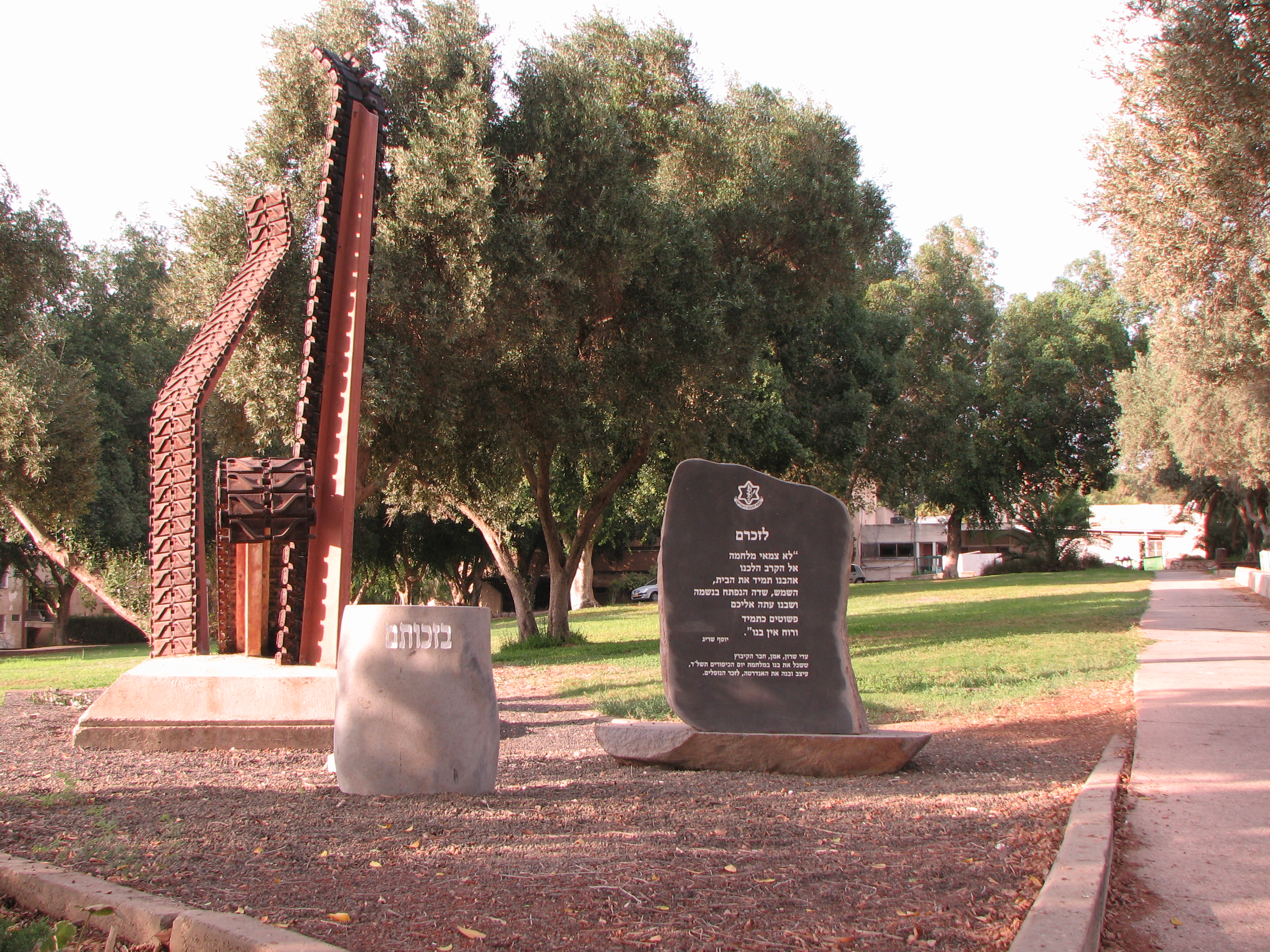
Памятник павшим в кибуце Бейт-ха-Шита

Кибуц начался с организации выпускников гимназии «Герцлия» в Тель-Авиве и школы «Реали» в Хайфе, которые в 1928 году создала в Хадере «Квуцат ха-Хугим» (Группу кружков). Через некоторое время к ним присоединились члены «Скаутского легиона» из Иерусалима и Петах-Тиквы, покинувшие Федерацию скаутов. В результате сформировалось сионистское молодёжное объединение социалистической ориентации, которое было названо «Ха-маханот ха-олим» (Лагеря репатриантов). Одной из целей объединения, как свидетельствует его название, была организация кибуцев. В 1931 году, после тренировок в трудовом лагере в Кфар-Йехезкель, группа решила присоединиться к движению «Ха-кибуц ха-Меухад» и обосновалась во временном лагере возле Мааян-Харода. Там окончательно сформировалась основа будущего кибуца, в которую влились группы молодёжи, совершившие репатриацию из Германии. В 1935 году земли вокруг деревни Шатта были куплены, и в декабре 1935 года здесь образовался кибуц.
В 1952 году кибуц пережил кризис, и его покинула приблизительно половина членов, сторонников партии «МАПАЙ», большинство из которых переехали в кибуц «Айелет-ха-Шахар». Вместо них членами кибуца стала группа сторонников партии «МАПАМ», которые по идеологическим соображениям ушли из кибуца «Тель-Йосеф».
Во время войны Судного дня погибло 11 членов кибуца. Количество погибших в Бейт-ха-Шита по отношению к общему числу жителей населённого пункта оказалось самым большим в Израиле. В их честь в кибуце установлен памятник.
В Бейт-ха-Шита член кибуца Ари Бен-Гурион основал архив кибуцев, который он собирал и документировал с 1930-х годов. В 1990-е годы архив был преобразован в «Институт Шитим», который организует различные образовательные мероприятия в области еврейской и сионистской культуры.
Кибуц Бейт-ха-Шита принадлежит к обновлённому кибуцному движению.

## Население
По данным Центрального статистического бюро Израиля, население на начало 2020 года составляло 1 263 человека.